# Свято-Троицкий собор (Нижний Тагил)

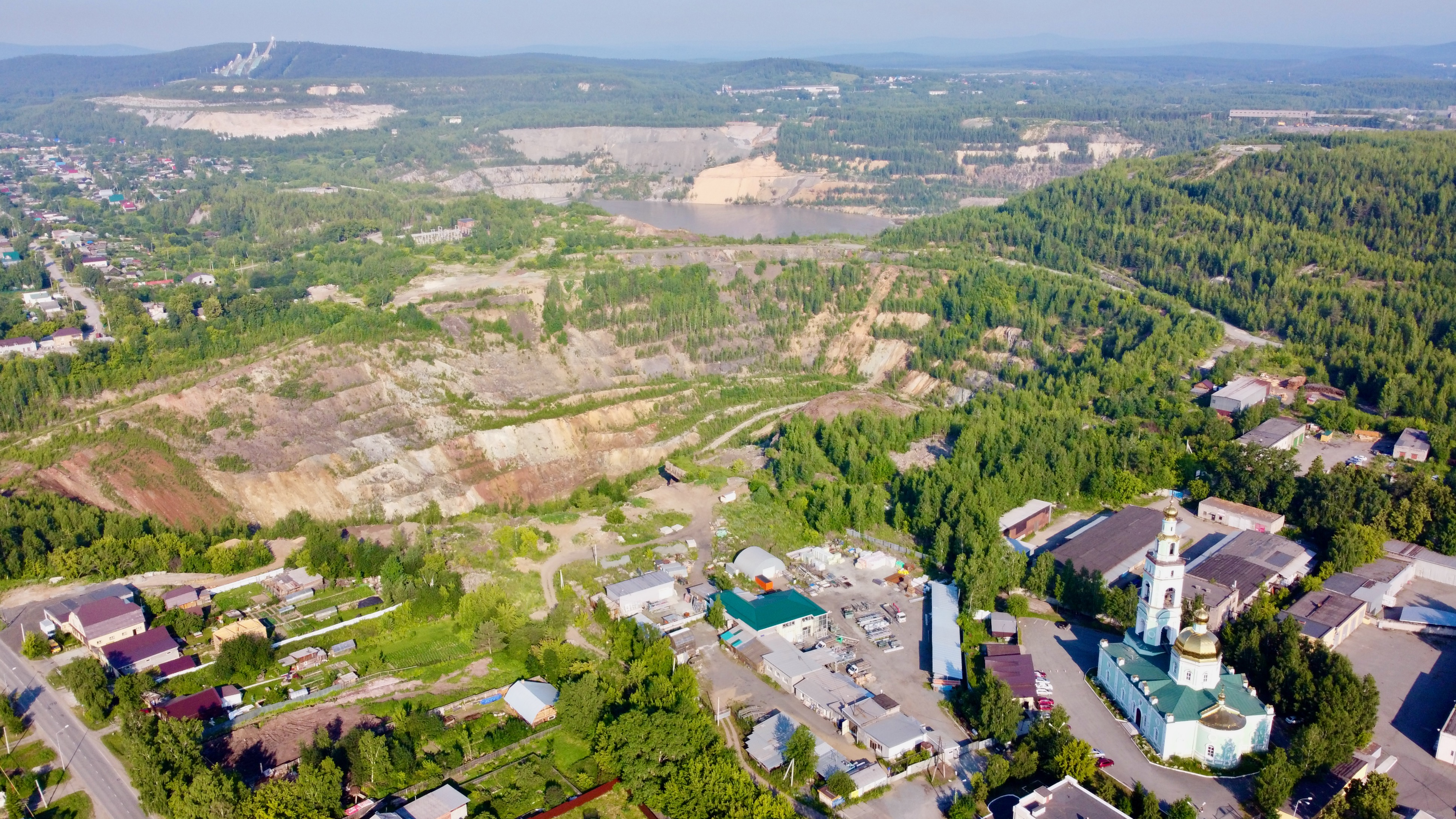
Храм и выработанный карьер на месте горы Высокой

Собор Троицы Живоначальной (Свято-Троицкий собор) — православный храм в Тагилстроевском районе города Нижний Тагил, на Старой Вые, кафедральный собор Нижнетагильской епархии Русской православной церкви. В комплекс храма входят также здание приходской школы и библиотеки, а также здание охраны и столовой.

## История
В 1745 году старообрядческий диакон Рябинин Андрей Иванович построил на этом месте деревянную часовню, которая сгорела через четыре года. Вскоре после этого, в 1781 году Рябинин строит на её месте большую каменную часовню с кельями для женщин-послушниц, привозит из Москвы несколько дорогих икон, в числе которых Икона Успения Божией Матери, украшенную цветными каменьями. После смерти Рябинина по его завещанию часовня перешла к старообрядцам города и стала оплотом «Нижнетагильского Свято-Троицкого общества». В первой половине XIX века у тагильских старообрядцев часовня выполняет функцию не только духовного учреждения, но и места решения мирских вопросов.
С введением единоверия в Пермской губернии появились его пропагандисты — православные миссионеры. В мае 1829 года в Перми была учреждена противораскольническая миссия. По мере расширения Нижнетагильского горнозаводского посёлка усиливалась борьба администрации и духовенства с раскольниками. Официальное духовенство пыталось обратить старообрядческие часовни и молитвенные дома в единоверческие, однако встречало сопротивление со стороны старообрядцев.
В мае 1837 года Урал посещал наследник царского престола Александр Николаевич, которому, несмотря на строжайшие запреты «ничего не просить у наследника», старообрядцы смогли передать «Записку о стесненном положении старообрядческого общества и принадлежащих к оному Демидовых заводов». Раскольники просили не опечатывать часовни, не обращать Свято-Троицкую часовню в единоверческую церковь, дозволить иметь самоприходящих попов и ослабить действие православной миссии. Петицию рассматривал камергер В. В. Скрипицын по делам раскольников, специально посланный на Урал с царевичем. В сентябре 1837 года он вновь приехал в Нижний Тагил и объявил старшинам Свято-Троицкой часовни следующее: «Сообщаю вам волю Его Величества: удобнее престать солнцу от течения своего и земле дрогнуть, нежели измениться слову царскому». Он также пояснил, что слово царское заключалось в отказе их просьб как незаконных. Старшины могут просить у епархиального правления отправления духовных треб по старопечатным книгам и древним обычаям, но только в рамках единоверия.
Деятельность православных миссионеров усиливалась, и многие старообрядцы принимали единоверие. Особенно активным в этом деле был тагильский крестьянин Фёдор Агафонович Уткин, который сплотил вокруг себя более 50 семейств тагильских старообрядцев. 4 апреля 1837 года они приняли решение принять единоверческое священство и просили подыскать им достойного священника и помочь им в овладении Свято-Троицкой часовни. Священником стал дьякон Градо-Шадринской Николаевской церкви Иоанн Стефанович Пырьев. 25 мая 1837 года сторонники Уткина подают прошение в Нижнетагильское заводоуправление о передаче им часовни по предписанию главного начальника Уральских горных заводов (от 20 февраля 1835 г.), позволявшего строить церкви и обращать в единоверие часовни. 20 февраля 1840 года Николай I разрешает передать Свято-Троицкую часовню единоверцам, а 30 марта началась сама передача её комиссией в составе управляющих заводов Д. В. Белова, П. Д. Данилова, Ф. И. Швецова, жандармского подполковника Жадовского, судьи Соболева, начальника полицейского отделения Нижнего Тагила П. Ф. Львова и священника И. С. Пырьева с понятыми. Полицейские оцепили ограду часовни. Узнав о передаче часовни единоверцам, старообрядцы-раскольники разогнали стражу и поставили стеречь свою святыню. «Начались смута и беспорядок». Афторитетный и уважаемый житель Нижнего Тагила Ф. И. Швецов пытался убедить раскольников в правомерности принятого решения. Однако староверы не унимались и твердили, что не желают повиноваться и ни за что не пустят попа в часовню. Тогда губернатор Огарёв срочно посылает с нарочным министру внутренних дел Российской Империи сообщение о том, что творится в Тагиле, и просит санкционировать радикальные меры по пресечению неповиновения раскольников. Когда об этом инциденте доложили императору, тот вынес краткое и категоричное решение: «Очистить часовню от мятежников, оставя её в распоряжении священника».
12 мая пермский губернатор сам лично приезжает в Нижний Тагил и сообщает раскольникам, что им объявлена монаршья воля, однако все убеждения оказываются напрасными, и те отказываются выходить наружу. 15 мая начался штурм часовни с применением физической силы. Подогнали пожарные машины и на бунтарей стали лить воду. Большую часть людей удалось вытеснить из часовни. В тот же день штурм был завершён взятием часовни, а 18 мая на ней установили православный крест.
27 декабря 1841 года по указу Святейшего Синода Свято-Троицкая часовня обращена в церковь в «древнем стиле», как того просили единоверцы, а 4 июня 1842 году она была освящена в единоверческую церковь. В том же году Пырьев получил грамоту на освящение места под алтарь. На месте часовни начинается строительство каменной церкви. Главный Троицкий престол освящен о. Нафанаилом в 1885 году. Позднее освящены и приделы: южный — Святого Николая Угодника в 1886 году и северный — Рождества Пресвятой Богородицы в 1887 году. В 1894 году все три престола из-за их ветхости были заменены на новые. На колокольне, считавшейся одной из самых высоких в Нижнем Тагиле, висел большой колокол. Рядом стояли два двухэтажных дома: в одном жили священник и дьякон, в другом размещалась церковно-приходская школа.
В начале 1930-х годов Свято-Троицкая церковь была закрыта. С церкви были сняты кресты, с колокольни — сброшен колокол; иконостасы, клиросы, притвор тоже были разрушены. Вместе со штукатуркой со стен, потолка и купола была стёрта роспись. В годы Великой Отечественной войны здание храма использовали под склады, слесарные мастерские, а позднее — под автогараж Высокогорского рудоуправления. Во дворе в 1970-е годы работало производство брусчатки для мощения дорог.

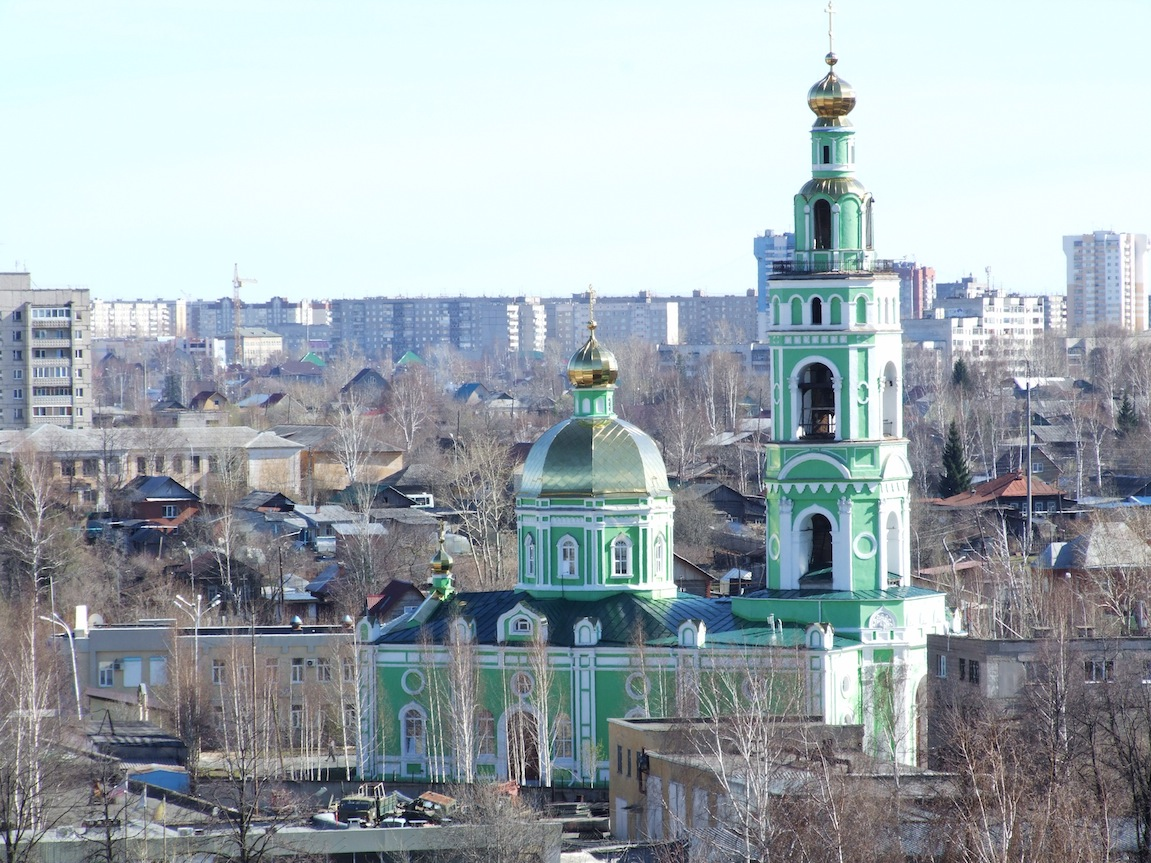
Храм в 2013 году

В 1991 году храм был передан Екатеринбургской епархии. Благочинный протоиерей Геннадий Ведерников по благословению владыки архиепископа Мелхиседека направил на восстановление храма священника отца Александра Хоружного. С 1993 года в храме работали профессиональные художники из Екатеринбурга Михаил Оборин и Виталий Игнатьев. Они разработали проекты трёх иконостасов, включая их построения и отделку. Было выполнено несколько праздничных икон и алтарный образ северного придела. Весной 1993 года первые колокола были подняты на колокольню, а к лету того же года на колокольне появился и большой колокол весом около 6 т — подарок архиепископа Свердловского и Курганского Мелхиседека. Совместными усилиями храм удалось восстанавливаться и в нём появился приход. Первая Божественная Литургия была совершена в храме на Пасху 1992 года. В 1998 году храму присвоен статус Архиерейского подвория. 22-26 сентября 2000 года состоялся первый в истории визит на Урал предстоятеля Русской Православной церкви Святейшего Патриарха Московского и всея Руси Алексия II. Визит в Нижний Тагил начался с посещения Его Святейшеством Свято-Троицкого Архиерейского подворья. 19 марта 2012 года, в связи с образованием Нижнетагильской епархии, епископом Иннокентием храм был утверждён в статусе кафедрального собора.

## Архитектура храма

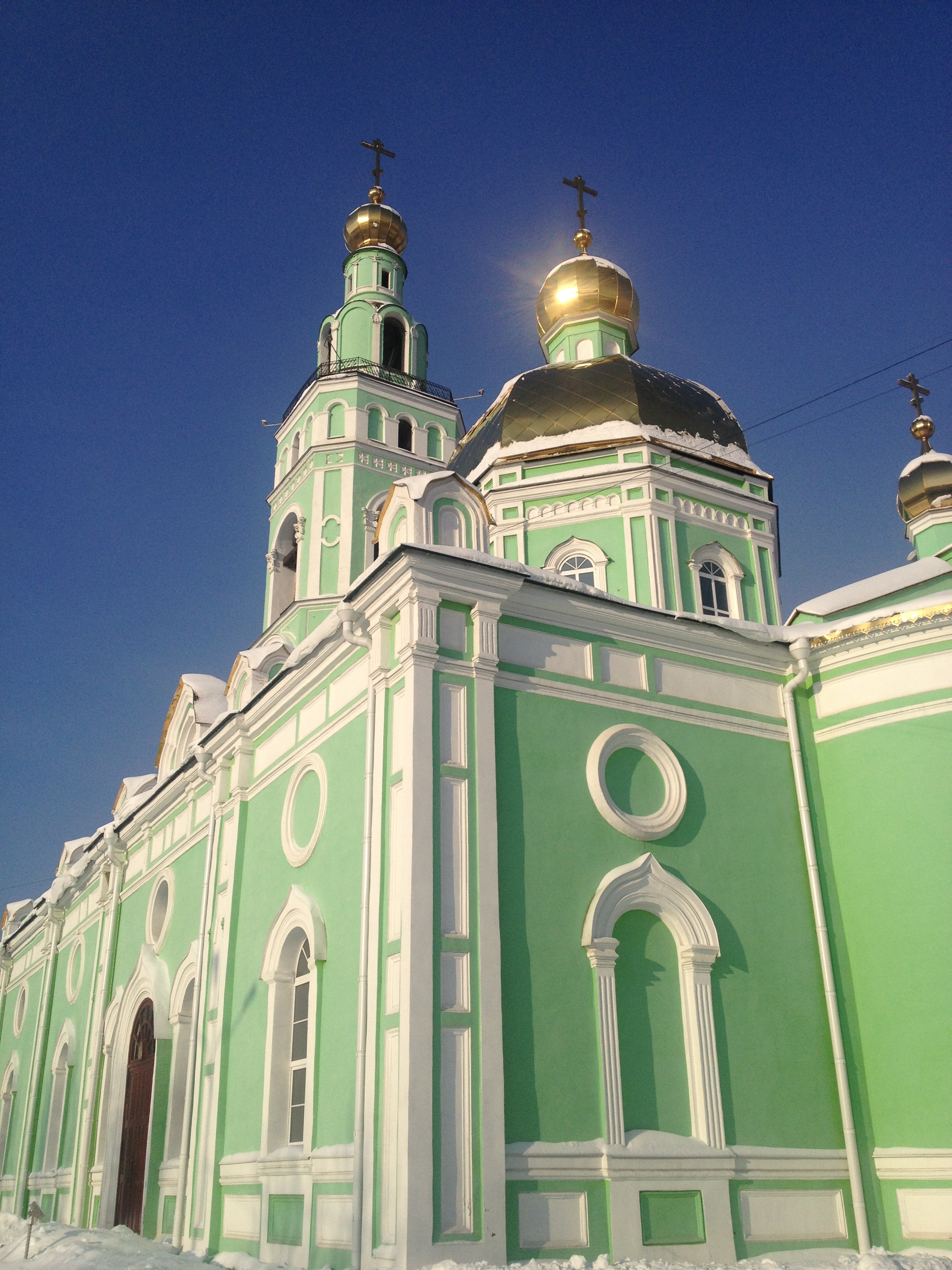
Свято-Троицкая церковь

Здание собора представляет собой типичную для русско-византийского стиля архитектуры трёхглавую церковь с высокой колокольней при входе, массивным куполом посередине и небольшой главкой-маковкой над алтарём. Основной купол храма стоит на восьмигранном основании, которое возвышается над прямоугольным корпусом, на куполе располагается главка. Главка над алтарём стоит на примыкающей к основному массиву апсиде. С запада над притвором возвышается четырёхъярусная колокольня. Интерьер храма довольно разнообразен: углы образуют двойные пилястры, проёмы окон прорезаны круглой и арочной формы, на фасаде здания имеются использования декоративных кокошников и наличников с килевидным завершением и лжеокна круглой формы. Ранее храм был бежевого цвета, но последние 15 лет он окрашен в зелёный с белыми полосами на карнизах, выступах и декоративных элементах. Купола золотые с золотыми маковками и золотыми крестами; кровли на крыше и карнизах и навес над входом тёмно-зелёные.

## Описание
Храм расположен в малозаселённой городской местности среди промышленных фирм и частного сектора вблизи Черноисточинского шоссе, проходящего в ста метрах к востоку от него. С севера территория храма соседствует с торговыми фирмами; с юга находится фирма «Тагилэнерго»; с запада расположен старый карьер. Территория окружена металлическим забором с единственным выходом с калиткой и воротами для въезда автомобилей. На территории храма есть ещё два здания: в здании слева от входа на территорию и слева от входа в храм находятся воскресная (приходская) школа и библиотека; здание возле входа на территорию занимают помещение охраны и трапезная (столовая).